# 台中市公車39路
台中市公車39路行駛自立新國小至新烏日車站，由建明客運營運。本路線為臺中市大里區台中市公車151路、台中市公車158路後第三條聯絡高鐵站之公車路線、大里十九甲地區台中市公車7路後第二條聯外路線、第一條行駛於德芳路的臺中市市區公車路線，原由南投客運經營，自2020年11月1日起轉由建明客運行駛。

## 歷史
- 2014年9月1日：正式通車，由南投客運營運，此路線（高鐵臺中站－立新國小）也為南投客運於臺中市公車所經營之第一條路線。[1][2][3][4]。
- 2020年11月1日：由建明客運接駛繼續營運，南投客運退出臺中市公車經營行列。[5]
- 2021年4月25日：烏日公車南站啟用調整行駛動線，不再停靠「高鐵臺中站」，改停靠「新烏日車站」，路線名稱改為（新烏日車站－立新國小）。
- 2024年3月1日：因應地方民意至4月30日期間，將試辦取消停靠大里區「下內新」(往立新國小)公車招呼站。
- 2024年5月1日：取消停靠大里區「下內新」(往立新國小)公車招呼站。

## 路線基本資料
往立新國小共36站，往新烏日車站共35站。單程行車時間約40分。

### 時刻表
- 時刻表僅供參考，請以建明客運網站公告為準。

| 台中市公車39路時刻列表                            | 台中市公車39路時刻列表                            |
| ------------------------------------------------- | ------------------------------------------------- |
| 立新國小發車                                      | 新烏日車站（B區）發車                             |
| 平／假日 06:40、08:40、10:40、13:10、16:10、18:20 | 平／假日 07:40、09:40、11:40、14:10、17:10、19:20 |

### 收費
- 一般市區公車（1～999、綠1～綠4）：依里程計費，收費費率為［2.431×搭乘里程數×（1+5%營業稅）］元。
  - 於基本里程8公里內票價為全票20元、半票11元。
  - 兒童、老人、身心障礙者及其陪伴者依規定半票收費，半票收費費率為原收費費率的一半。
  - 市民限定交通卡：前10公里免費，超過10公里部分票價比照收費費率，且上限為10元。
- 小黃公車（黃1～黃25）：免費。
- 幸福公車（梨山1）：票價比照臺中市計程車收費費率，持電子票證刷卡全程免費。
- 市民小巴（市民小巴1～市民小巴4）：票價比照一般市區公車收費費率，持電子票證刷卡全程免費。

### 停站
- 參見右側站牌路線圖，綠色路段表示行駛優化公車專用道。

## 圖片集
今建明客運營運之東南客運車輛

今建明客運營運